# کارملو بنه
کارملو بنه (ایتالیایی: Carmelo Bene؛ ‏ ۱ سپتامبر ۱۹۳۷ – ۱۶ مارس ۲۰۰۲) یک کارگردان، هنرپیشه، فیلم‌نامه‌نویس و نویسنده اهل ایتالیا بود.
از فیلم‌ها یا برنامه‌های تلویزیونی که وی در آن نقش داشته است، می‌توان به ادیپ شهریار و سندیکا: مرگی در باند تبهکاران اشاره کرد.